# François De Wagheneire
François De Wagheneire (Gent, 19 september 1937 - september 2015) was een Belgisch baanwielrenner.

## Carrière
De Wagheneire was voornamelijk als amateur succesvol, hij reed twee jaar als prof en kon Circuit Franco-Belge op de weg winnen in 1958. In 1956 nam hij deel aan de Olympische Spelen waar hij in de ploegenachtervolging 5e werd, in de ploegenwedstrijd zevende en de wegrit die reed hij niet uit. Op de baan werd hij bij de amateurs tweemaal Belgisch kampioen in de ploegkoers.

## Erelijst

### Baan
| Jaar     | BK         | EK       | WK       | Overige                                    |
| Amateurs | Amateurs   | Amateurs | Amateurs | Amateurs                                   |
| -------- | ---------- | -------- | -------- | ------------------------------------------ |
| 1956     | Sprint     |          |          | Olympische Spelen: 5e Ploegenachtervolging |
| 1957     |            |          |          |                                            |
| 1958     | Ploegkoers |          |          |                                            |
| 1959     | Ploegkoers |          |          |                                            |

### Weg
1958
- Circuit Franco-Belge

Wielerploegen van François De Wagheneire
R. Altig ·
W. Altig ·
Baptista ·
Barbosa ·
De Wagheneire ·
Elena ·
Enthoven ·
Everaert ·
Fourgeaud ·
Gaudrillet ·
Geldermans ·
de Haan ·
Hoffmann ·
Howling ·
Ignolin ·
Mahé ·
Mastrotto ·
Rivière ·
Robinson ·
Saint ·
Scodeller ·
Simpson ·
Somerling ·
Thiélin ·
Varnajo ·
de Waard ·
Wolfshohl